# Paepalanthus rufescens
Paepalanthus rufescens är en gräsväxtart som beskrevs av Silveira. Paepalanthus rufescens ingår i släktet Paepalanthus och familjen Eriocaulaceae. Inga underarter finns listade i Catalogue of Life.